# Azteca alpha
Azteca alpha är en myrart som beskrevs av Wilson 1985. Azteca alpha ingår i släktet Azteca och familjen myror. Inga underarter finns listade.